# 로케 산타 크루스
로케 루이스 산타 크루스 칸테로(스페인어: Roque Luis Santa Cruz Cantero, 1981년 8월 16일 ~ )는 파라과이의 축구 선수로 현재 클루브 리베르타드에서 공격수로 활약 중이며 FIFA 센추리클럽에 가입되어 있는 6명의 역대 파라과이 대표팀 선수 중 하나이자 파라과이 대표팀 역사상 국제 A매치 최다 득점 기록 보유자이다.

## 클럽 경력

### 클루브 올림피아1기
1997 시즌을 앞두고 자국 리그인 파라과이 프리메라 디비시온의 클루브 올림피아 입단을 통해 프로에 입문한 후 1999 시즌까지 공식전 35경기 19골을 터뜨리는 눈부신 활약으로 팀의 리그 3연패(1997, 1998, 1999)에 공헌했다.

### 유럽 리그 경력
1999-2000 시즌을 앞두고 독일 분데스리가의 강호 바이에른 뮌헨으로 이적한 후 2006-07 시즌까지 공식전 238경기 54골을 기록하며 리그 5회 우승(1999-2000, 2000-01, 2002-03, 2004-05, 2005-06), 분데스리가 2001-02 3위, 1999-2000년 UEFA 챔피언스리그 4강, 2002-03년 UEFA 챔피언스리그 우승, DFL-포칼 4회 우승(1999-2000, 2002-03, 2004-05, 2005-06), DFB-리가포칼 2회 우승(2000, 2004) 및 1회 준우승(2006), 2001년 인터콘티넨털컵 우승 등에 일조했다.
그러나 카르스텐 얀커와 지오바니 에우베르 등의 명실상부한 공격수는 물론 뒤이어 영입된 클라우디오 피사로, 로이 마카이 등의 쟁쟁한 선수들과의 험난한 주전 경쟁을 이어나갔고 설상가상으로 부상까지 겹치면서 이렇다할 활약을 펼치지 못한 채 결국 2007-08 시즌을 앞두고 잉글랜드 프리미어리그의 블랙번 로버스로 트레이드되었다.
블랙번 합류 후 2007-08 시즌에는 공식전 43경기 23골을 터뜨렸고 특히 프리미어리그 2007-08에서만 무려 19골로 득점 랭킹 4위에 이름을 올리는 맹활약을 펼쳤으나 차기 시즌인 2008-09 시즌에서는 공식전 27경기 6골이라는 부진한 성적에 머무르며 2년차 징크스를 피해가지 못했다.
그 후 2009-10 시즌을 앞두고 같은 리그의 맨체스터 시티로 이적했으나 에마뉘엘 아데바요르, 에딘 제코 등과의 주전 경쟁에서 밀려나면서 결국 공식전 24경기 4골에 그쳤고 이후 2010-11 시즌부터 2011-12 시즌까지 블랙번 로버스와 스페인 라리가의 레알 베티스 등에서 임대 선수로 활동했으나 공식전 45경기 7골에 머물렀다.
그 뒤 2011-12 시즌을 마치고 스페인 라리가의 말라가 CF로 또 한번의 임대 이적을 확정지은 후 2014-15 시즌 중반까지 공식전 90경기 23골을 기록했고 특히 2012-13년 UEFA 챔피언스리그에서는 무려 10경기에 출전하며 2002-03년 UEFA 유로파리그 이후 10년만의 말라가의 유럽 클럽 대항전 8강 진출에 일조했으며 코파 델 레이 2012-13에서는 4경기 3골을 터뜨리며 말라가의 사상 첫 코파 델 레이 8강 진출을 이끌었다.
그리고 2014-15 시즌 중반 무렵 멕시코 리가 MX의 크루스 아술로 잠시 이적하여 10경기 4골의 나쁘지 않은 성적을 올린 후 2015-16 시즌을 앞두고 친정팀인 말라가 CF로 임대 이적했으나 공식전 19경기 3골의 초라한 성적을 남긴 채 2015-16 시즌을 끝으로 17시즌간의 유럽 리그 생활을 마무리했다.

### 클루브 올림피아 2기
2016 시즌을 앞두고 고향팀이자 친정팀인 클루브 올림피아로 복귀하여 2021 시즌까지 공식전 196경기 78골을 터뜨리며 팀의 2016 시즌 토르네오 아페르투라와 클라우수라 준우승, 2017 시즌 토르네오 아페르투라 3위, 토르네오 클라우수라 준우승, 2018 시즌 토르네오 아페르투라와 클라우수라 우승, 2019 시즌 토르네오 아페르투라와 클라우수라 우승, 2020 시즌 토르네오 아페르투라와 클라우수라 우승, 2021 시즌 토르네오 아페르투라 준우승, 2018 시즌 코파 파라과이 준우승, 2021 시즌 수페르코파 파라과이와 코파 파라과이 우승, 2021년 코파 리베르타도레스 8강 진출 등에 기여했다.

### 클루브 리베르타드
2021 시즌을 끝으로 6시즌간 몸 담았던 친정팀을 떠나 클루브 리베르타드로 이적하여 2024 시즌을 마친 현재까지 공식전 76경기 8골을 기록하며 2022 시즌 토르네오 아페르투라 우승, 2023 시즌 토르네오 아페르투라와 클라우수라 우승, 2024 시즌 토르네오 아페르투라 우승, 코파 파라과이 2연패(2023, 2024), 2024 시즌 수페르코파 파라과이 우승에 공헌했다.

## 국가대표팀 이력
- 1999년 코파 아메리카 국가대표
- 2002년 FIFA 월드컵 국가대표
- 2004년 코파 아메리카 국가대표
- 2006년 FIFA 월드컵 국가대표
- 2007년 코파 아메리카 국가대표
- 2010년 FIFA 월드컵 국가대표
- 2011년 코파 아메리카 국가대표

## 수상
파라과이
- 코파 아메리카 : 준우승 (2011)
- 2010년 FIFA 월드컵 맨 오브 더 매치 : vs. 뉴질랜드 (조별리그)
- 2011년 코파 아메리카 맨 오브 더 매치 : vs. 브라질 (조별리그)

## 같이 보기
- A매치 100경기 이상 출전한 축구 선수 명단